# Кодское княжество
Кодское княжество (Кода) — хантское социально-политическое объединение на Севере Западной Сибири в XV—XVII веках. Было расположено на обоих берегах Оби между устьями её притоков Иртыш и Казым, примерно занимая территории, относящиеся сейчас к Октябрьскому району ХМАО. Правителям Коды принадлежали укреплённые городки на Оби, позволявшие контролировать реку. Столицей Коды считался городок Шоркар (Город на ручье). Кода была союзником Московского княжества (а затем Русского государства) в борьбе с Пелымским княжеством и другими Югорскими княжествами, однако в отдельных эпизодах выступала и на стороне противников Москвы, таких как хан Кучум, а позже Иван Болотников. Управлялась Кода князем Алачем и его потомками — династией Алачевых. Окончательно присоединено к Русскому царству в 1643 году.

## История
Название Кода (Куда — «Срединная земля») встречается в русских летописях начиная с XV века (1484 год). Оно, предположительно, было дано территории переселенцами по аналогии с крепостью Кудымкар в верховьях Камы. Об основании и начальных годах существования этого княжества сведений практически нет. Известно, что формировалось оно в начале XV века. В зону влияния кодских князей входили ханты, жившие по берегам реки Вах. Им подчинялись несколько мелких княжеств — Вас-Пукол, Кол-Пукол, Емдирское. С самого начала правители Коды находилось в конфликте с Пелымским, Кондинским и Табаринским княжествами. Союзнические отношения связывали правителей Коды с правителями других хантских княжеств — Демьянского, Цингальского и Белогорского. Кодские князья признавали верховенство над собой Тюменского хана, однако это не исключало конфликт с Пелымом и Кондой. На севере объектами их набегов были поселения и кочевья тундровой самояди (ненцев), на юге и западе они опустошали территории Сосвинского и Кондинского княжеств.
В 1483 году великий князь Московский Иван III, воспользовавшись победой на Угре в 1480 году, послал войско во главе с Федором Курбским и Иваном Салтыковым-Травиным для покорения Югры. Кодское княжество после непродолжительного сопротивления признало власть Москвы — князь Молдан и два его сына попали в плен, родственник Молдана князь Пыткей вынужден был ехать в Москву, а Иван III стал называться князем Кодским. Но эта зависимость оказалась номинальной: в 1484—1485 годах Молдан вместе с пелымскими и кондинскими манси выступил против великого княжества Пермского, Выми и других земель Русского государства. В 1499 году великий князь Иван III направил 5000 человек во главе с Семёном Курбским против югорских княжеств, в частности Кодского; русские войска нанесли Молдану тяжелое поражение. В результате последний вновь признал власть русского царя. Впрочем после ухода русских в 1500 году зависимость Кодского княжества закончилась, хотя торговые отношения не прекращались. В течение последующих десятилетий Кода увеличивала мощь, однако экономически и политически уступала Пелымскому княжеству. В конце концов, Кода признала над собой власть Сибирского ханства.

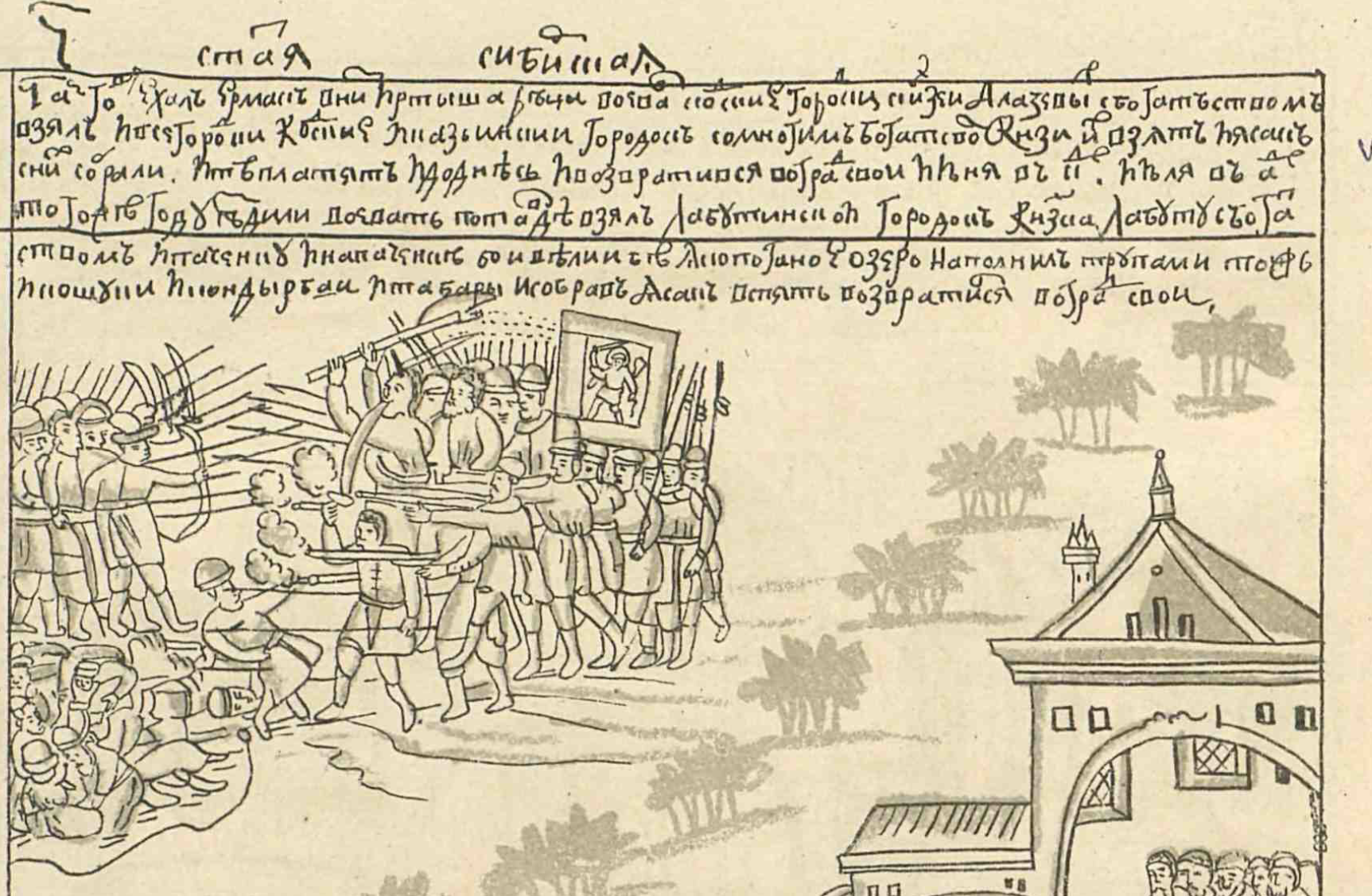
Бой казаков с отрядом кодских князей Алачевых. Ремезовская летопись, 48.

После побед Ермака в 1583 году кодский князь Алач (от него происходит название династии) решил воспользоваться этой ситуацией. Алач подождал поражения Демьянского, Цингальского и Белогорского княжеств, после чего заключил военный союз с казаками Ермака. В дальнейшем царская власть ратифицировала союзный договор, и между Кодским княжеством и Москвой возникли отношения вассалитета. Подданные князя Алача вместо ясачной повинности начали нести службу. Из 13 городков княжества Алач выставлял до 300 лучших воинов, они обязывались участвовать в совместных с русскими войсками военных походах и в ежегодных походах за солью к Ямыш-озеру, нести караул, служить гонцами. Время от времени кодские воины занимались постройкой городов и острогов, мелких судов. Они получали из царской казны хлебный пай, а князья — денежные оклады. Воины имели свою долю военной добычи и пленных, становившихся рабами, а также обладали привилегией обращаться к царю без посредников, напрямую.
Уже в 1583 году для подтверждения договора князю Алачу были переданы земли Белогорского княжества. Взамен Алач дал разрешение построить в своей столице христианский храм Животворящей Троицы, где вел службу священник. Первой крестилась жена Алача, получившая имя Анастасия, однако ханты неохотно принимали христианскую веру. В 1584 году войска Кодского княжества принимали участие в войне против Пелымского и Кондинского княжеств. В 1585 году на некоторое время Алач перешел на сторону хана Кучума, участвовал в решающей битве против Ермака Тимофеевича, «панцирь» которого в течение некоторого времени после его смерти находился у Алача.
Однако уже в 1586 году кодичи снова перешли на сторону Москвы. С 1586 года они снова стали совершать набеги на Пелымское княжество. В 1591 году кодские воины отличились в удачном походе против Пегой Орды. В 1593 году отряды Коды во главе с князем Игичеем, сыном умершего Алача, вместе с московскими войсками во главе с воеводой Петром Горчаковым из Берёзового городка двинулись против Обдорского княжества, где кодичи захватили большую добычу. В том же году русско-кодские войска двинулись против Пелыма и Конды. В авангарде войска шли воины князя Игичея, подогретые давней враждой, их атаки были особенно ожесточёнными. Манси были разгромлены, князь Агай вместе с семьёй попал в плен. В течение последующих 6 лет кодские войска продолжали разорять Кондинское княжество, пока московский князь своим запретом не положил этому конец. В 1594 году кодские войска способствовали покорению Пелымского княжества Московским государством.

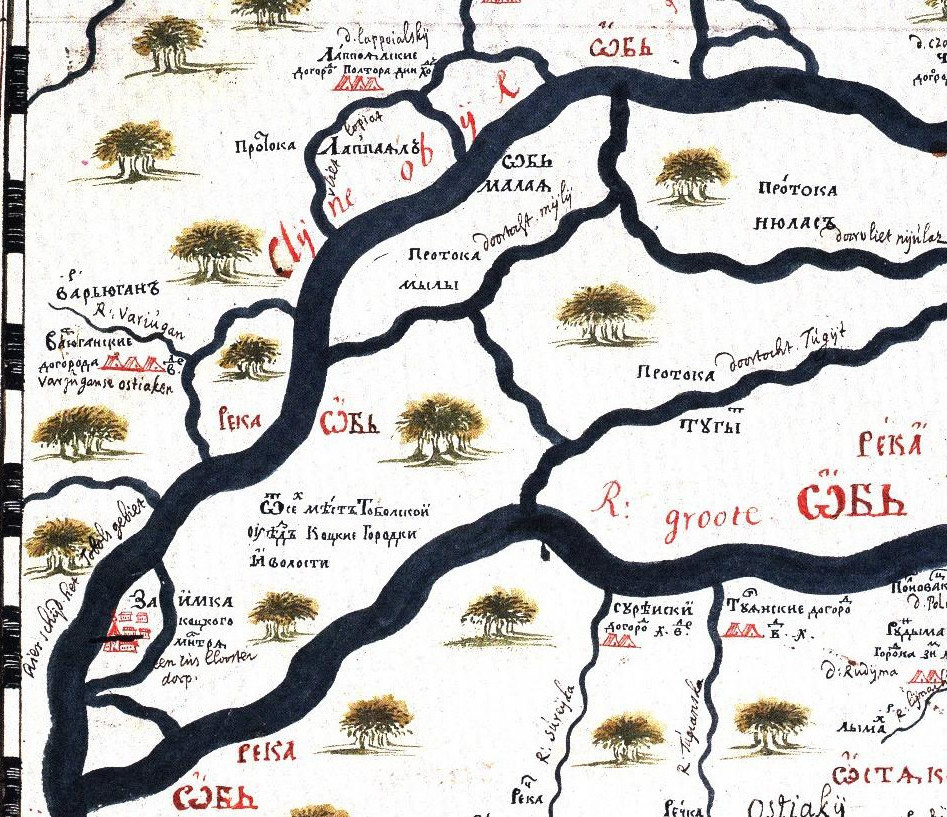
«Тобольской уезд Коцкие городки и волости», «Заимка Коцкого монастыря» (поселение с избами и храмом) на «Чертеже земель Берёзовского края». Лист 8. Деталь.

За эти победы кодские князья Игичей и его двоюродный брат Онжа получили богатую добычу и пленников. Царь также даровал им Васпухольскую область в Берёзовском уезде и Колпухольскую область в Тобольском уезде (Жалованная грамота царя Фёдора Ивановича остяцким князьям Игичею Алачеву и Онже Юрьеву на волости Васпалукук и Колпукулук и о разрешении сбирать на себя ясак дана 18 февраля 1594 года). В 1594 году Игичей с воинами присоединился к отрядам воеводы князя Фёдора Борятинского, который получил приказ царя Фёдора I соорудить крепость Сургут на землях Бардакова княжества. В этой войне против князя Бардака кодичи способствовали победе русских, а затем принимали участие в возведении укреплений Сургута. В 1598 году кодские воины во главе с князем Игичеем принимали участие в войне Русского государства против Пегой Орды, во время которой последняя была разгромлена. В 1602 году кодичи победили Кичея, князя Малой Пегой Орды. В результате этих побед кодские ханты захватили Сургутское Приобье. В 1604 году их отряд принимал участие в строительстве Томска на землях еуштинского князька Тояна, в 1607 году — в подавлении восстания бывшего обдорского князя Василия, в 1617 году — в завоевании тунгусов и строительстве Маковского острога, в 1619 году — в походе на Енисей и возведении Енисейского острога. В 1620 году кодичам было предписано организовать поимку ссыльных, которые пытались сбежать в Русское государство через Уральские горы. Последний раз кодичей привлекали к военной экспедиции на Нижнюю Тунгуску в 1627—1630 годах. 
В 1605 году московские власти приписали к Сургутскому уезду одну из волостей Кодского княжества, ранее входившую в состав Белогорского княжества и подаренную князю Алачу. За участие в походах против Пегой Орды Игичей Алачев получил Ваховскую волость Сургутского уезда, ещё позже — волость Лену на Вычегде. После смерти Игичея в 1603 году кодским князем стал его двоюродный брат Онжа Юрьев. Однако вдова Игичея, Анна Пуртеева, и его сын Михаил правили в Коде во время отъездов Онжи. На некоторое время Онжа, как и многие другие князьки Приобья, примкнул к восстанию Болотникова, однако он первым из всех местных владетелей «повинился» перед Берёзовским воеводой. В 1609 году княгиня Анна подняла мятеж, воспользовавшись Смутой. Главным её требованием было «убить князька Онжу Юрьева». Пуртеева вступила в сношения со вчерашними врагами: кондинскими манси, обдорским князем Мемруком. Она призвала к восстанию также белогорских и сосвинских хантов, но заговор был раскрыт. Анна сумела оправдаться, она была сослана в Москву, а вскоре возвращена на родину. Ей даже удалось впоследствии убедить царя опять передать княжение её сыну Михаилу.
Постепенно в Кодском княжестве усиливался раздор. В 1636—1637 возник внутренний конфликт между княжеской семьёй и военной знатью. В 1643 году княжество прекратило своё существование, а последнего кодского князя — внука Игичея, Дмитрия Михайловича Алачева — вызвали в Москву (с матерью и бабкой, Анной Пуртеевой), где он и остался, получив дворянский титул и земли. В результате присоединения Кодского княжества к Русскому царству Югра была окончательно покорена.

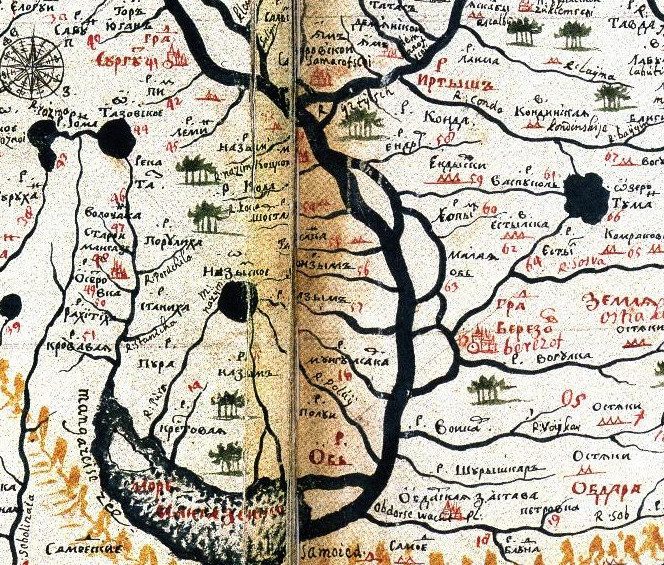
Коцкая земля (недалеко от устья Иртыша).
«Чертёж всех Сибирских городов, рек и земель, созданный в Москве, в Сибирском приказе со всех городовых чертежей в 1695 году в сентябре 18-го числа». Лист 21 (карта). Деталь.

## Расположение и структура
Кодское княжество занимало обширные территории в Западной Сибири. Оно состояло из двух частей — помимо собственно Коды, её князьям подчинялись земли, присоединенные к ней Москвой: Емдырская, Ваховская, Васпукольская и Колпукольская волости. Численность населения Кодского княжества к моменту присоединения к Русскому государству составляла 441 человека.

Кодские городки на картах Семёна Ремезова из Хорографической книги.
Слева направо (вверх по течению большой Оби): река Чамаш и городок Чемашевский, Нарикор, Вежагор, река Кыльдясянка и городок Кылдясян, городок Шоркальский и село Шоркальские юрты, городок Алачев и выше село Алачевы юрты, Нанкагорский городок, «дворец» и Троицкий «коцкий» монастырь, ниже — ещё один «дворец», городки Курмышюган и Конжегорский (на реке Куртышюгар) далее речка Большой Атлым и юрты Большой Атлым в двух местах, Малый Атлым, Карымкар и третий «дворец».

Княжество располагалось вдоль обоих берегов реки Оби в её среднем течении — от Берёзова на севере и до устья реки Ендырь на юге. Кодские земли географически расположены в сложных климатических условиях — заболоченные урманы (темнохвойный лес из пихты, кедра и ели, растущий на болотистых местах равнин Западной и Средней Сибири), тянувшиеся вдоль левого берега Оби и переходящие на севере в малопригодные для проживания болотистые заросли лесотундры. Немного более благоприятным для проживания в кодских границах был правый берег Оби — более высокий, почти без болот, поэтому все поселения располагались на нём. Под властью кодских князей находились земли, которые почти полностью соответствует территории Октябрьского района Ханты-Мансийского автономного округа.
Княжество известно значительным количеством городков (оус).
В центре Кодской земли (Куды) стоял городок Алачев. Городки были летние и зимние: например, Шоркарский летний городок и Шоркарский зимний городок. Помимо этого на карте Семёна Ремезова можно увидеть временные поселения. Кода расположена в центре югорских земель на Оби, главном пути Западной Сибири, который связывал север и юг, и запад с востоком. Во всех городках правили свои князьки, которые находились в свою очередь в вассальной зависимости от «великого князя», который имел своей резиденцией Кодский городок или Нангакар на протоке Нягань. Главой Коды был правитель из династии Алачевых. Городок Алачев представлял собой классическую феодальную усадьбу-крепость. Здесь находился главный арсенал княжества, где хранились тяжёлые военные доспехи, которые князь выдавал своему ополчению с началом военных походов. В столице располагалась сокровищница, где хранились драгоценности династии — многочисленная серебряная посуда, шкурки соболей, чернобурых и красных лисиц, белок, другие дорогие по тем временам изделия. Здесь жил главный шаман княжества, который распоряжался в большей кумирне с идолом (Палтыш-Болваном).

## Быт
Кодские ханты жили в укреплённых городках и неукреплённых поселениях («юрты»), неподалёку от городков. Последние фактически были промышленными сезонными стойбищами нескольких семей. Каждое такое поселение было вполне самостоятельным хозяйственным коллективом с законченным циклом производства. Большая часть Кодского княжества проживала в этих неукреплённых поселениях. Городки были военно-оборонительными, административно-политическими, торговыми и культовыми центрами государства.
Кодское населения делилось на четыре главных сословия — княжеский род, служивые, ясачные, рабы. Значительная часть населения Кодского княжества платила князю обязательную подать — ясак. Это были бесправные потомки более слабых соседних владений князей Алачевых. Ясак выплачивался в виде обязательных поставок соболиных и беличьих шкурок. Кроме того, ясачные ханты должны были отправляться на княжеский промысел, для чего князь выдавал им необходимый инвентарь. Среди ясачного населения были и такие, кто из-за бедности не мог платить регулярную дань. Такие попадали в кабалу к князю и были заняты на сезонных работах на усадьбе и в княжеском хозяйстве. По переписи 1631 года в княжестве насчитывалось около 80 рабов-мужчин. Из них 57 принадлежали князю и ещё 14 — другим членам княжеской семьи.
Хозяйственная деятельность определялась местом проживания. Поэтому главным после войн источником доходов князя и знати были доходы от продажи рыбы. Ясачное население и рабы занимались ловлей и обработкой рыбы, которую через посредников продавали Сибирскому ханству, а впоследствии Русскому государству. Вторым по значимости мирным занятием кодских хантов был звериный промысел. Также ханты (остяки) охотились на водоплавающую дичь, занимались сбором ягод. Документы отмечают у остяков наличие скота (лошадей и коров), бортничество. В некоторых районах ханты занимались земледелием. Главным ремеслом в Коде считалось искусство обработки рыбьих кож, особенно кожи осетров и стерляди. «Одежда их обще из кожей рыб, наипаче с налима. …тожде с осетра и стерлядей одерше кожу, толико трудами своими умягчевают, яко могут все одеяние себе из них сошити: обще же из налимей кожи кожаны, с иных же чулки, сапоги себе утворяют»; «Бедные людишки… ходят зимою и летом в рыбных кожанишках». Не менее умело костяными скребками обрабатывались и звериные шкуры. Было развито специфическое северное ткачество. Основным сырьём его была крапива. Князья и дружинники имели возможность купить или награбить одежду и обувь из настоящего меха, шелков и дорогие платья.